# Mary Anne Hobbs
Mary Anne Hobbs (16 de mayo de 1964) es una DJ y periodista inglesa.

## Carrera

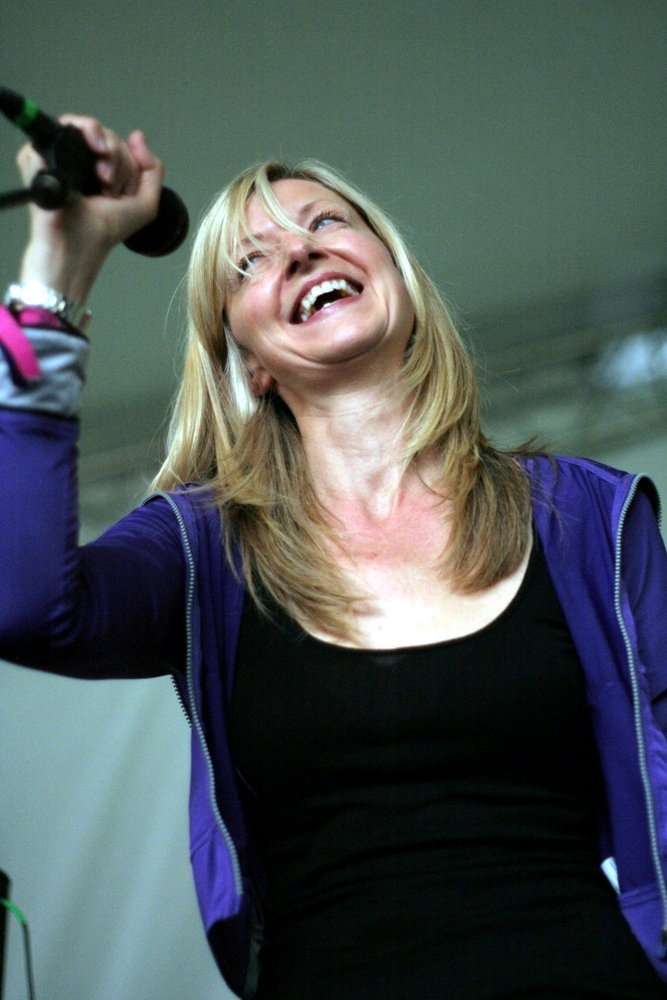
Hobbs en 2010

Inicialmente trabajó como periodista de la revista Sounds, a la edad de 19 años. Luego se unió a la estación de radio XFM, donde dio sus primeros pasos como DJ. Presentó una serie de televisión sobre la cultura "biker", llamado Mary Anne's Bikes, en Japón, Estados Unidos, Rusia, India y Europa para la BBC Choice & BBC World en 2003, y presentó la serie "World Superbikes" en el 2005 para British Eurosport. También ofició como maestra de ceremonia de los festivales de Reading y Leeds entre 1999 y 2003. A principios del año 2000 narró la serie de ciencia Why 5, de la cadena CBBC. De sus trabajos en radio destacan Radio 1 Rock Show (1999-2005), The Breezeblock (BBC Radio 1) y Music:Response (2011).
Hobbs también ha realizado giras como DJ y animado eventos a nivel internacional desde 2006. En 2007, Hobbs hizo parte del festival Sónar junto a Skream, Oris Jay y Kode9, al frente de 8.500 asistentes. A partir de la fecha ha sido invitada a todas las ediciones del festival.

## Discografía
Hobbs lanzó un compilado de música electrónica bajo el sello Planet Mu, titulado Warrior Dubz en octubre de 2006. Le siguieron dos compilados más: Evangeline, lanzado en 2008 y Wild Angels de 2009.

### Bandas de sonido
Darren Aronofsky y Clint Mansell invitaron a Hobbs a trabajar con ellos en la banda sonora de la premiada película El Cisne Negro. Se encargó de crear la música para las escenas en clubes. Dicha banda sonora fue nominada a un Grammy.